# Vasa stadsbibliotek
Vasa stadsbibliotek fungerar som ett allmänt bibliotek i Vasa. Under åren 1967-2017 fungerade det som landskapsbibliotek i landskapet Österbotten. Sedan början av år 2018 har Vasa stadsbibliotek hand om den av undervisnings- och kulturministeriet förordnade regionala utvecklingsuppgiften för allmänna bibliotek i Österbotten samt Södra och Mellersta Österbotten.
Till stadsbiblioteket hör förutom huvudbiblioteket dessutom sex närbibliotek, bokbussen Rölli samt ett patientbibliotek. Stadsbiblioteket leds av kultur- och biblioteksdirektör Sanna Bondas.

## Historia
Finlands första lånebibliotek, Vasa Läse-Bibliothek grundades den 2 augusti 1794 av Vasa Läsesällskaps medlemmar ”för eget nöje och tidsfördrif”. Från läsebiblioteket lånades böcker ut även åt andra än läsesällskapets egna medlemmar. Biblioteket blev snabbt ett för alla stadsbor öppet lånebibliotek. Läse-Bibliotekets verksamhet avtog småningom och upphörde helt år 1844.
Det nya biblioteket, Wasa Stadsbibliothek inledde sin verksamhet år 1851. Stadsbiblioteket profilerade sig inte, trots att man så önskade, som hela folkets bibliotek och i staden väcktes tanken om grundande av ännu ett nytt bibliotek, folkbiblioteket. Folkbiblioteket öppnades år 1863 och år 1911 ändrades namnet till stadsbiblioteket.

## Huvudbiblioteket
Vasa bibliotek fungerade i början i olika lokaler, bland annat i anslutning till bokhandlar, i Vasa stadshus och t.o.m. hemma hos bibliotekarierna. Nuförtiden fungerar stadsbibliotekets huvudbibliotek på Biblioteksgatan i det år 1936 färdigställda och av arkitekterna Carl Schoultz, Einar Flinckenberg och Ingvald Serenius planerade huset, som i millennieskiftet byggdes ut. I biblioteksbyggnaden fanns ursprungligen även landskapsarkivet. Den gamla delen är stilmässigt en blandning av 1920-talets klassicism och ny funktionalism.
Biblioteket öppnades i sin nuvarande utvidgade och renoverade form 4.9.2001. President Halonen med make deltog i invigningen av biblioteket i oktober 2001. Arkitektbyrån Lahdelma & Mahlamäki från Helsingfors planerade renoveringen av gamla delen och nybyggnaden; Gullsten & Inkinen från Helsingfors planerade inredningen. Bibliotekets planering tog flera år och personalen fick aktivt delta i planeringen. För tillfället har biblioteket 5245 kvadratmeter i sin användning.
I huvudbiblioteket finns ett flertal konstverk, av dem är största delen lån från Österbottens museum.

## Närbiblioteken
Brändö bibliotek grundades i augusti 1901. År 1929 fick det ett eget, av arkitekt Carl Schoultz ritat bibliotekshus invid Brändö torg. I Brändö bibliotek inleddes läshundsverksamheten i Vasa och hundar är annars också välkomna till biblioteket.
Även Sundom bibliotek öppnades 1901. Biblioteket fungerade 60 år i ett av skolans klassrum, ända till år 1961, då det fick bättre utrymmen i anslutning till den nya folkskolan. År 2008 fick Sundom bibliotek nya, enkom för biblioteket planerade utrymmen i den nya skolbyggnaden. Biblioteket ändrades till ett meröppetbibliotek 2017 med förlängda öppettider, så att det kan användas även kvällstid och under veckoslut.
Roparnäs bibliotek grundades 1958 och det fick också nya utrymmen i anslutning till den nya skolan i Roparnäs 1999. Biblioteket och ungdomsservicen inledde sitt samarbete i bibliotekets utrymmen hösten 2016 då det fick ett nytt namn: Träffpunkt Huudi.  Både biblioteket och ungdomsservicen har verksamhet i Huudi.
I Sunnanvik har funnits ett bibliotek sedan år 1980. Biblioteket fick nya utrymmen år 2007 i anslutning till skolan i Sunnanvik. Biblioteket fungerar som ett kombibibliotek, dvs. både som ett skolbibliotek och som ett närbibliotek för områdets invånare.
I anslutning till Variskan koulu i Korsnäståget öppnades ett bibliotek år 1990. Variska är ett aktivt stadsdelsbibliotek som har ett intensivt samarbete med skolan.
I och med kommunfusionen år 2013 anslöts till Vasa stadsbibliotek också ett annat bibliotek, dvs. Lillkyros bibliotek som är ett av de äldsta i Finland. Biblioteket i Lillkyro grundades år 1851 och Merikart bibliotek som grundades år 1863, var en filial till det. Biblioteket i Merikart stängs tillfälligt 14.9.2021. Också Tervajoki hade ett eget bybibliotek under åren 1873-2015. Biblioteket i Lillkyro fungerar också som ett meröppetbibliotek med längre öppettider.
Vasa fick sin första bokbuss år 1967 och den nuvarande bokbussen Rölli är redan den femte bokbussen. Då den första bokbussen hade 19 hållplatser, är antalet hållplatser idag ca 90.
Vasa stadsbibliotek har också ett patientbibliotek vid Dammbrunnsgården. Verksamheten vid patientbiblioteket i Gamla Vasa sjukhus upphörde i december 2021.
Vasa stadsbibliotek erbjuder dessutom hemservice för privatpersoner och vårdanstalter. Biblioteket betjänar också Vasa fängelse.

## Giftskåpet - Förbjudna böcker
I huvudbiblioteket finns ett skåp som man i biblioteket kallar för giftskåpet.
Under ”farans år” efter andra världskriget blandade sig de allierades kontrollkommission även med samlingarnas innehåll i Finlands bibliotek. Särskilt kontrollkommissionens ryska medlemmar krävde att de böcker skulle gallras ur bibliotekens samlingar som de ansåg vara sovjetfientliga. Biblioteken skulle själva  överväga vilka böcker som skulle gallras ur samlingarna. Böckerna packades i lådor, som polisen förseglade med sigill. Senare år 1958 kunde man returnera lådorna och böckerna till bibliotekens samlingar – men kunderna fick ändå inte låna dem. I många bibliotek placerades de i lager- och källarutrymmen i s.k. giftskåp i likhet med Vasa stadsbibliotek.
Vasas giftskåp bevarades i bibliotekets magasin ända fram till planeringen av det nuvarande huset, då idén om att ta fram skåpet i egenskap av en kultur- och bibliotekshistorisk samling föddes. Samlingen i skåpet är en referenssamling, vilket innebär att böckerna inte kan lånas hem, men man kan bekanta sig med dem i biblioteket. Men av många böcker finns det emellertid  låneexemplar antingen i vår egen samling eller i andra bibliotek i Finland. Av vissa verk har också  nya upplagor tagits och finns därför till läsarnas förfogande igen.
Giftskåpet är en intressant del av Finlands bibliotekshistoria och Vasas skåp är en av de få enhetliga samlingar av förbjudna böcker som har bevarats.